# Каменка (Середино-Будский район)
Каменка (укр. Кам'янка) — село, Каменский сельский совет, Середино-Будский район, Сумская область, Украина.
Код КОАТУУ — 5924482201. Население по переписи 2001 года составляло 421 человек.
Является административным центром Каменского сельского совета, в который когда-то входили хутора Высокосов, Курган, Лужки, Каминское и Пилипы, но были ликвидированы в 2007 году.

## Географическое положение
Село Каменка находится у истоков реки Свига, ниже по течению на расстоянии в 3,5 км расположено село Пигаревка. Через село проходит автомобильная дорога Т-1915, также когда-то проходила железная дорога и была станция Решающий в 1,5 км, от которых в нынешнее время не осталось и следа.

## Происхождение названия
Село Каменка позаимствовало своё название от названия местных озёр, которые издавна назывались Каменными из-за наличия вблизи них большого количества обломков горных пород (камней, валунов), занесённых в эти места с севера в ходе последнего ледникового периода. Об этом свидетельствует и исконное название села — Каменные Озёра (1723).

## История
Кто и когда основал Каменку, точно неизвестно. Согласно показаниям местных жителей, которые они давали в ходе Генерального следствия о маетностях Стародубского полка 1729 года, их село поселил «слободою на корогов Чернацкий», который был новгородским сотником в 1673 году. Жители соседнего села Голубовки считали это мнение ошибочным и утверждали, что село Каменку «осаживал Черняй», который занимал указанный уряд в 1675 году.
Каких-либо других доказательств, которые бы подтверждали или опровергали показания голубовских и каменских жителей, найдено не было. В связи с этим А. М. Лазаревский не стал приписывать первенство основания Каменки кому-то одному из двух сотников и в своем «Описании старой Малороссии. Стародубский полк» указал, что она была поселена «перед Чигиринщиною, на корогов, Чернацким (Черняем), на тот час будучим сотником новгородским».
Со дня поселения Каменка находилась во владении её основателя, а после его смерти была пожалована на ранг новгородскому сотнику Константину Мартыновичу Карнауху (1680—1684). В его владении она находилась несколько лет, после чего была передана в ведомство новгород-северской сотенной и ратушной старшины и в последующие годы предоставлялась на ранг новгородским войтам — Погорелому, Искре и Карасю, а затем была возвращена в ведомство новгород-северской сотенной и ратушной старшины и в 1686—1687 гг. пожалована гетманом Иваном Самойловичем новгородскому сотнику Стягайло Ивану (1686—1687, 1691—1692, 1698; 1699).
Однако каменские жители не захотели жить под его властью и обратились к стародубскому полковнику Михаилу Андреевичу Миклашевскому с просьбой взять их село в своё владение. Миклашевский был заинтересован в расширении своих имений и перенаправил прошение каменских крестьян Ивану Мазепе, который 21 мая 1691 года удовлетворил их просьбу и пожаловал Каменку Михаилу Миклашевскому, а Пётр І закрепил её за ним своей грамотой от 9 апреля 1696 года.
19 марта 1706 года М. А. Миклашевский погиб в бою под Несвижем. После его смерти Каменка перешла по наследству к его сыновьям — Андрею, Степану и Ивану, и находилась в их владении до прихода к власти И. Скоропадского, после чего окружение гетмана обвинило Михаила Миклашевского в том, что он подкупил Ивана Мазепу и незаконно завладел Каменкой. На этом основании Пётр І отобрал село у наследников М. А. Миклашевского и в декабре 1708 года пожаловал его на ранг новгородскому сотнику Лукьяну Жоравко, а 7 июля 1718 года закрепил его за ним своей грамотой.
Летом 1719 года Лукьян Жоравко умер. Незадолго до смерти он подарил Каменку своему сыну от первого брака бунчуковому товарищу Григорию Лукьяновичу Жоравко, который по оборонному универсалу от 14 августа 1719 года владел в ней 8 дворами и 6 хатами (1723).
После смерти Григория Лукьяновича, которая наступила 23 апреля 1724 года, его каменские владения унаследовала его жена Анна Павловна Жоравко (? — 13.04.1731), дочь наказного гетмана Павла Полуботка, а от неё они перешли к её единственной дочери Марии Григорьевне Жоравко (? — до 1749).
23 января 1732 года Мария Григорьевна вышла замуж за мглинского сотника Максима Михайловича Турковского и передала ему в приданое село Каменку с хутором Каменским и другие свои владения, которые 29 апреля 1732 года были закреплены за ним универсалом гетмана Апостола.
Однако детей от брака у неё не было, и после её смерти всё приданое имущество было возвращено её двоюродным братьям Ивану Тимофеевичу Жоравко и Антону Тимофеевичу Жоравко, которые в 1748 году добровольно разделили между собой указанные и другие владения, а 14 декабря 1749 года получили на них подтвердительную царскую грамоту. Село Каменка «со всеми её принадлежностями» досталась по указанному разделу Ивану Тимофеевичу Жоравко], генеральному есаулу (1765—1781) и члену Малороссийской коллегии с 1771 по 1782 гг.
На момент проведения Румянцевской описи Малороссии 1765—1768 гг. он владел в Каменке 34 дворами и 14 бездворными хатами, а в 1779—1781 гг. — 65 дворами и 79 хатами. В указанное время в селе проживало 82 обывателя со своими семьями, которые занимались сельским хозяйством, выращиванием конопли, зерновых и других сельскохозяйственных культур.
После смерти И. Т. Жоравко, наступившей после 1792 года, Каменку унаследовала его единственная дочь Наталья Ивановна Покорская-Жоравко (7.07.1749 — после 1811), а от неё она перешла по наследству к её младшему сыну подполковнику русской армии Фёдору Ивановичу Покорскому-Жоравко (1778 — до 1828).
Как долго Каменка находилась в его владении точно неизвестно. После смерти Фёдора Ивановича Каменка досталась его сыну подпоручику Александру Фёдоровичу Покорскому-Жоравко (9.09.1814 — 1851), который был женат на Елизавете Петровне Скоропадской, дочери предводителя дворянства Конотопского уезда Петра Петровича Скоропадского, и имел от неё двоих сыновей: Фёдора (5.03.1851 — ?) и Петра (15.02.1852 — ?).
По свидетельству современников, Покорские-Жоравко имели в Каменке усадебный дом в английском стиле и большой сад с липовыми аллеями и фонтаном из свежей ключевой воды. В конце сада находилось большое круглое озеро с искусственным островом, усаженным различными деревьями и испещрённым аллеями.
В начале 50-х годов XIX века А. Ф. Покорский-Жоравко начал возведение в селе сахарного завода, однако вскоре заболел и умер. После его смерти принадлежавшие ему владения в Каменке перешли по наследству к его несовершеннолетним детям и жене Елизавете Петровне Покорской-Жоравко, которая в 1853 году закончила строительство сахарного завода и начала выпуск готовой продукции.
Накануне отмены крепостного права, в 1859 году, в Каменке числилось 154 двора, в которых проживало 438 мужчин и 435 женщин. Большинство из них были крепостными и принадлежали Елизавете Петровне Покорской-Жоравко и её сыновьям Фёдору и Петру, которые в 1860 году владели в селе Каменке и Каменском хуторе 445 крепостными крестьянами мужского пола и 24 дворовыми крепостными мужского пола.
30 марта 1858 года Елизавета Петровна вышла замуж за коллежского асессора Петра Васильевича Псиола (16.01.1822 — 04.1882) и стала проживать вместе с ним в селе Григоровке Конотопского уезда.
Её новый муж был человеком умным и честным, однако имел порочное пристрастие к азартным играм в карты. Может быть поэтому Елизавета Петровна прекратила с ним брачные отношения и в конце 70-х годов позапрошлого века продала свою экономию в Каменке «Товариществу сахарных и рафинадных заводов братьев Терещенко».
По границе купленной экономии новый собственник вырыл глубокие канавы и стал строго наказывать местных крестьян за выпас на ней животных и порубку леса. Это вызвало недовольство среди каменских жителей, и они подожгли владельческий лес и цегельню. Вскоре после этого товарищество прекратило свою хозяйственную деятельность в экономии и передало её в аренду местному предпринимателю Родиону Георгиевичу Беловскому.
В пореформенное время в Каменке функционировали 5 ветряных мельниц, 1 постоялый двор, 1 крупорушка и 1 винокуренный завод, на которых работала значительная часть местных жителей. За свою работу они получали небольшую зарплату и в марте 1907 года предъявили своим работодателям требование об увеличении оплаты труда до 1 рубля в день для мужчин и 65 копеек в день для женщин. Их выступления носили упорный характер и закончились частичной победой: мужчинам была установлена плата в размере 65 копеек в день, а женщинам 45 копеек в день.
Издавна, до проведения Румянцевской описи Малороссии 1765—1768 гг., в Каменке уже действовала Николаевская церковь деревянной постройки, в которой в 1779—1781 гг. служил один священник и два причетника. Однако в 1831 году она сгорела от удара молнии
Спустя два года, в 1833 году, Александр Фёдорович Покорский-Жоравко и его мать Прасковья Петровна Покорская-Жоравко (урождённая Бахтина) построили в Каменке новую кирпичную церковь в честь святителя Николая. По свидетельству воспитанника Черниговской духовной семинарии Фёдора Богуславского, новая церковь «имела в длину 11, в ширину 8, а в высоту 17 сажен». В ней был установлен изящно вырезанный иконостас с красивой живописью, а по углам пустые кувшины, служившие для усиления голоса священника. В церкви хранилась чаша с драгоценными камнями и изображениями святых, большое Евангелие, золотой престольный крест длиной около 35 сантиметров с надписью: «Гетман Малой Руси Многогрешный», золотом шитая риза и другие церковные ценности. После прихода к власти большевиков Николаевскую церковь закрыли, а её здание начало ветшать и в 1974 году было разрушено.
В 1874 году (по другим данным — в 1876, 1884 гг.) в Каменке была открыта земская школа, в которой в 1897 году обучалось 50 мальчиков и 4 девочки, а в 1901 году — 59 мальчиков и 2 девочки. Школа находилась в общественном доме и содержалась за счёт средств земства в сумме 165 руб. и сельского общества в сумме 135 руб.

## Известные жители
- Алексеенко, Иван Пименович (1899—1966) — ректор Киевского медицинского института (1953—1959), главный ортопед-травматолог Министерства здравоохранения Украинской ССР (1959—1966).